# Masha Kondratenko
Mariia Ihorivna Kondratenko (en ucraniano: Марія Ігорівна Кондратенко; nacida el 5 de diciembre de 1999), más conocida popularmente por su nombre artístico Masha Kondratenko, es una actriz y cantante ucraniana. Saltó a la fama tras protagonizar en 2018 la serie de televisión «La escuela", donde interpretaba a la colegiala Sonya.Kondratenko fue finalista de la décima temporada del concurso de talentos Holos Krainy en 2020. Su irónica canción europop «Vanka Vstanka», lanzada en 2022, ha sido remezclada y reutilizada como música de fondo en videos de la guerra durante la invasión rusa de Ucrania.Mashase se postuló para representar a Ucrania en Eurovisión 2025 con la canción «No Time To Cry».

## Discografías

### Singles
| Título                                                            | Año  |
| ----------------------------------------------------------------- | ---- |
| "Malaia" (Малая)                                                  | 2021 |
| "Chekaiu na tebe" (Чекаю на тебе)                                 | 2022 |
| "Vanka-vstanka" (Ванька-встанька)                                 | 2022 |
| "Liubov sylnisha" (Любов сильніша) en conjunto a ENLEO            | 2022 |
| "Vedmedi-Balalaiky" (Ведмеді-Балалайки) en conjunto a Mashukovsky | 2022 |
| "Ne khody" (Не ходи)                                              | 2023 |
| "Stabilno parshyvo" (Стабільно паршиво)                           | 2023 |
| "Liuli-liuli" (Люлі-люлі)                                         | 2023 |
| "Na hori" (На горі)                                               | 2023 |
| "Vohnyk-vohnyk" (Вогник-вогник)                                   | 2023 |
| "Khto tse taka" (Хто це така)                                     | 2024 |
| "un deux trois"                                                   | 2024 |
| "Bili nochi" (Білі ночі) en conjunto a OSTY                       | 2024 |
| "Yide dakh" (Їде дах) en conjunto a Klavdia Petrivna              | 2024 |
| "Dym" (Дим)                                                       | 2024 |
| "Vyvchy mene" (Вивчи мене)                                        | 2024 |
| "Pid viknamy" (Під вікнами)                                       | 2024 |
| "Psevdo" (Псевдо)                                                 | 2024 |
| "Mala" (Мала)                                                     | 2024 |
| "Podzvony meni" (Подзвони мені)                                   | 2024 |
| "Zavedu kota" (Заведу кота)                                       | 2024 |
| "Divchynka" (Дівчинка) en conjunto a Irina Bilyk                  | 2024 |
| "No Time to Cry"                                                  | 2025 |